# Mark Amodei
Mark Eugene Amodei (ur. 12 czerwca 1958) – amerykański polityk, członek Partii Republikańskiej i kongresmen ze stanu Nevada (od roku 2011).